# Björn III de Suède
Pour les articles homonymes, voir Björn.
Björn III le Vieux (Gamle), roi de Suède il règne traditionnellement de 882 à 932 ou de  906 à 950. 

## Biographie
Selon la Heimskringla de Snorri Sturluson, Björn III Ériksson est le fils et successeur d'Éric IV Anundsson et il règne pendant 50 ans. Le Lögsögumad Thorgnyr  déclare au roi norvégien Olaf II de Norvège : « Torgnyr mon père fut toute une longue vie chez le roi Björn . Il connaissait bien ses usages. Du vivant de Björn, son royaume était puissant et ne déclina point. Il était aimable pour ses amis. »
Selon les Sagas, Björn III fut le père des deux rois, Éric VI de Suède et Olof II Björnsson père de Styrbjörn,. Il semble avoir partagé le trône avec un co-roi, Emund II Ericsson, descendant de Hring cité par Adam de Brême.